# Lamia Safieddine
Lamia Safieddine est une chorégraphe, danseuse et pédagogue libanaise.

## Biographie
Lamia Safieddine est originaire de Tyr, ville du sud du Liban. Elle a grandi au Liban, qu'elle a quitté lorsqu'elle était âgée de 15 ans.
Les médias soulignent sa familiarité avec des cultures diverses, qui l'inspirent conjointement dans ses chorégraphies, du fait qu'elle est née en Guinée, a passé des périodes de sa jeunesse au Maroc, au Liban, et en Côte d’Ivoire, puis a résidé à l'âge adulte au Brésil, et enfin à Paris,,.
Elle a obtenu un doctorat en sciences de l'éducation en São Paolo. Elle est professeure de danse dès 1986. Elle crée en 1998 une compagnie de danse et chorégraphie une vingtaine de spectacles, représentés dans plusieurs pays. 

## Chorégraphie
Sa danse puise dans les traditions de la danse arabe mais s'ancre aussi dans la danse moderne occidentale,. Elle se présente comme « un théâtre sans paroles », et comme une danse « engagée » - manifestant un lien de fidélité au Liban. Les chorégraphies de Lamia Safieddine sont les seules à mettre en scène des chansons de Fayrouz (des chansons lyriques qui ne sont pas conçues pour les comédies musicales). L. Safieddine a chorégraphié, notamment, des chansons telles que « A’tini nâya wa ghanni », « Btétloj eddini », « Alq-Qudsu fil bâl », « Tarîq ennahel », « Fî zalâm elleil ».
Selon l'historien  Abdallah Naaman, la danse de L. Safieddine est « cosmopolite, mais largement imprégnée d'un Levant spirituel d'où tout procède et vers lequel tout converge ».

## Compagnie de danse
L. Safieddine fonde en 1998 la Compagnie de danses du monde AlC00, qui devient en 2001 la Compagnie Lamia Safieddine. En 2019 la compagnie avait représenté dans plusieurs pays, dont la France, l'Allemagne, l'Italie, une vingtaine de spectacles, dans des salles telles que le Zénith de Paris, l’UNESCO, le théâtre Lévi-Strauss du musée du quai Branly, l'Institut du monde arabe, le théâtre Edouard VII, le Studio des Arts Vivants à Casablanca, l’Opéra d’Alger.
Cette compagnie vise à favoriser la documentation en matière de chorégraphie des danses du monde, la formation professionnelle et la tenue de manifestations culturelles.

## Quelques spectacles
- «Voyage dans la poésie du corps» autour des textes de Khalil Gibran (UNESCO, 1996)[5],

- «Tableaux du Liban - Liban, carrefour des cultures» (France, Allemagne, 1998)[5],

- «Assafar» (Café de la Danse, 2000)[5],

- « Sur la route de la soie » (Festival Celebrazione, Italie, Le Cap et Mandapa – Paris. 2005-2006) [5],

- «A corps et à cris» (tournée en France 2006 -2007) [5],

- «Le Liban au cœur», 2009, au théâtre parisien Adyar ; ce spectacle mêle la danse, les chansons de Fayrouz, la musique de Marcel Khalifé, de Ziad Rahbani, et la récitation de poèmes Gibran Khalil Gibran, Georges Schehadé, Nadia Tuéni, Mahmoud Darwich, Abbas Baydoun, Michel Cassir, Amthal Ismaïl[7].
- « Mejnoun  »au New Morning 2009[5],
- « Suerte » au Théâtre Grévin [4]
- « Kohol » au Zénith [5]
- «Lilith» au Forum de Paris, au Théâtre des ambassadeurs au Liban[5], au théâtre Monnot à Beyrouth, et à Tyr en 2010[4]  ; au Musée de Genève, et au théâtre Edouard VII 2010- 2012 ; à l'Institut du Monde Arabe en 2012[1]. Lamia Safieddine danse en solo sur sa chorégraphie. Selon la légende, Lilith aurait été, avant Eve, la première femme, créée de la terre en même temps qu'Adam (et non de la côte d'Adam, comme le serait Eve d'après la Genèse) ; Lilith est mobilisée comme figure féminine égale de l’homme, « assumant sa part masculine »[4]. Le spectacle se présente comme un hommage aux femmes et une réaction contre les stéréotypes orientalistes réduisant les femmes du monde musulman au rôle de « danseuses du ventre  »[12].

## Film documentaire
Le film de Dominique Delapierre  Ma danse pour Fayrouz  retrace le travail chorégraphique de Lamia Safieddine, en particulier celui qui porte sur les chants de  Fayrouz,.